# 塔尔·威尔肯菲尔德
塔尔·威尔肯菲尔德（Tal Wilkenfeld，1986年12月2日—）為一名澳大利亚年轻贝斯手，备受摇滚乐和爵士乐界关注。2008年Tal Wilkenfeld在贝斯杂志期刊中被读者选为“年度最酷炫新秀贝斯手”。

## 生平
Wilkenfeld 14岁开始弹吉他。2002年她放弃悉尼高中学业，移民美国学习电吉他。17岁改弹贝斯。2004年 Wilkenfeld从洛杉矶音乐学院毕业。几个月之后她接受了Sadowsky的赞助：致力于作曲和组建乐队。2004年18岁之后，转战纽约创建了自己名字命名的爵士俱乐部